# L'Autre (trilogie)
Pour les articles homonymes, voir L'Autre et Tempête (homonymie).
L'Autre est une trilogie écrite par Pierre Bottero et éditée par Rageot. Le premier tome s'intitule Le Souffle de la hyène (juin 2006), le deuxième, Le Maître des tempêtes (avril 2007) et le troisième, La Huitième Porte (décembre 2007).

## Livres
1. Le Souffle de la hyène, 2006
2. Le Maître des tempêtes, 2007
3. La Huitième Porte, 2007

### Le Souffle de la hyène
Environ 3000 ans avant notre ère, une entité démoniaque nommée l'Autre, surgi de la Fausse Arcadie, tenta de détruire l'humanité et d'asservir les hommes. Pour la combattre, Sept Familles se sont unies. Celles-ci ont réussi à séparer l'entité en trois parties distinctes (Jalaab la Force, Onjü le Cœur et Eqkter l'Âme), et à les enfermer dans un endroit accessible par la Maison dans l'Ailleurs. Une porte, cachée en Amérique du Sud, fut construite pour permettre aux Familles, quand leur pouvoir serait suffisant, de libérer l'Autre dans sa globalité et de le détruire. 
Malheureusement, la porte si longtemps dissimulée a été ouverte et l'Autre en est sorti. Deux adolescents, Natan et Shaé, devront détruire le monstre. Ils descendent chacun de trois Familles différentes (voir au-dessus), ce qui leur donne une opportunité de victoire non négligeable face à la créature. Un Guide, Rafi (dont le nom complet, Rafi Hâdy Mamnoun Abdul-Salâm, signifie "Rafi, le guide digne de confiance, serviteur de la paix"), les réunit et les aiguille sur le chemin de la bataille.

### Le Maître des tempêtes
Natan et Shaé ont vaincu Jaalab, la Force. Mais deux parties de l'Autre sont encore en état de nuire.
Ce deuxième tome raconte la traque contre Onjü le Cœur, la course contre la montre pour les deux héros. Car s'ils n'agissent pas rapidement, l'Homme risque de disparaître définitivement de la planète. En effet, des catastrophes climatiques s'abattent dans le monde entier, des épidémies tuent par milliers… L'Autre est puissant.
Une solution pour une chance de survie : Natan et Shaé doivent convaincre les Cogistes du retour de l'Autre.
Sans eux, ils sont perdus…

### La Huitième Porte
Le troisième et dernier tome de L'Autre, celui qui clôture donc cette trilogie, s'intitule La Huitième Porte.
Dans ce dernier volume, les personnages principaux, Natan et Shaé, laissent place à leur fils, âgé de neuf ans, prénommé Elio. Personnage très complexe, il hérite de six des sept pouvoirs des Familles : il est donc Cogiste, Mnésique, Bâtisseur, Métamorphe, Guérisseur et Scholiaste. Cependant, les sept pouvoirs sont nécessaires pour vaincre l'Autre; or Elio n'en possède que six, ce qui n'est pas suffisant. Rafi, un vieux guide, qu'Elio considère comme son grand-père, son djadd, va donc se sacrifier pour transmettre son don à ce dernier. C'est alors, au cours de cet échange, qu'Elio sera le grand détenteur des sept pouvoirs réunis, le seul à pouvoir arrêter l'Autre, l'entité maléfique ravageant le monde.
Pendant ce temps-là, Natan et Shaé, voulant protéger leur fils, attaqués par la Horde, un groupe de créatures maléfiques très puissantes envoyées par l'Autre, disparaissent de l'histoire. Elio restera quelque temps tout seul dans la maison dans l'Ailleurs et fera la connaissance d'Eryn, une fillette blonde aux cheveux bouclés, à la peau halée et aux yeux violets qui l'aidera à vaincre Eqkter.
Au cours de nombreux voyages avec Gino, le Guide qui l'accompagne à présent, il rencontrera dans l'ordre les derniers Métamorphes survivants, au Cameroun, qui lui apprendront l'existence mais surtout le lieu où se trouve la 8e porte, puis dans une cité Maya abandonnée, où il trouvera le cube ayant renfermé pendant si longtemps l'Autre. Il comprendra que le seul moyen de vaincre cette entité maléfique est de s'enfermer à son tour dans la prison qui l'a gardé enfermée pendant près de 3000 ans, c'est donc ce qu'il fera, il s'enfermera dans le cube.
Alors seulement, il saura comment vaincre l'Autre, et, après des combats et des courses poursuites effrénées, l'Autre sera vaincu par Elio, englouti par la Pratum Vorax (la prairie de la Maison dans l'Ailleurs, qui non seulement dévore tout ce qui est matériel, mais dévore également l'âme et l'esprit). Alors, dévoré par cette prairie, la paix revient sur le monde d'Elio grâce à celui-ci, qui aura retrouvé, par la même occasion, ses parents, Natan et Shaé, toujours en vie.
Enfin, ils vont tous chez Eryn, habitante d'une autre partie de l'Ailleurs ... Gwendalavir.

## Personnages

### Les Familles
- Natan est Cogiste, Mnésique et Scholiaste. Il habite initialement au Québec (début du tome 1) mais sa maison explose en pleine nuit, causant la mort de ses parents alors que lui était sorti dehors pour regarder la neige. Il a longtemps voyagé à la suite de ses parents, haut-placés dans la société, et parle ainsi plusieurs langues dont l'espagnol, l'anglais, l'allemand, le français et bien d'autres. Grand, athlétique, il a hérité des yeux verts de son père.

- Shaé est Métamorphe, Bâtisseuse et Guérisseuse. Elle ne supporte aucun contact physique. Elle ne s'attache pas facilement aux autres et a un très fort caractère. Elle est décrite comme de taille moyenne, la peau mate, une chevelure épaisse d'un noir foncé, et des yeux tout aussi sombres. Sa forme de prédilection est la panthère, même si elle se transforme également souvent en aigle dans sa jeunesse.

- Rafi Hâdy Mamnoun Abdul-Salâm, (les gens préfèrent l'appeler Rafi, il n'a jamais compris pourquoi), est un vieux Berbère, l'un des rares Guides restant sur Terre. Il doit guider Shaé et Natan pour qu'ils réussissent à vaincre l'Autre. Il est très ami avec eux. Elio le considère comme son grand-père. Les personnages le reconnaissent grâce à ses yeux bleus. Il a les cheveux ras et habite à Ouirzat, dans le Haut-Atlas.

- Elio, qui apparaît dans le dernier tome, est le fils de Natan et de Shaé. Il est Cogiste, Mnésique, Scholiaste, Métamorphe, Bâtisseur, Guérisseur et devient Guide grâce à Rafi. Il se transforme majoritairement en jaguar aux yeux verts. Il a hérité des yeux verts de son père et des cheveux et de la peau sombres de sa mère. Il a surnommé Youssoura (nom de la grand-mère de Leila, son amie de Ouirzat et peut-être un peu plus) la voix des Mnésiques qui souffle en lui.

- Eryn est une jeune fille apparaissant dans le dernier tome supposée être la fille de Salim et Ewilan (dans la saga La Quête d'Ewilan, Les Mondes d'Ewilan et Le Pacte des Marchombres) ayant différents pouvoirs surprenants :
  - elle peut imposer un pas sur le côté à un objet ou autre sans l'accompagner (également le pouvoir de Mathieu - Akiro Gil'Sayan-, le frère d'Ewilan) par exemple la nourriture qu'elle donne à Elio lors de son séjour dans la Maison dans l'Ailleurs [hypothèse] ;
  - elle maîtrise le pas sur le côté vers n'importe quel endroit, qu'elle le connaisse ou non mais n'arrive au début de l'histoire à l'effectuer que quand elle dort, ce qui est explicable par le fait que le rêve qu'elle ferait d'un quelconque endroit la propulse dans l'Imagination. Elle apprend ensuite par sa mère à maîtriser aisément le pas sur le côté [hypothèse] ;
  - elle peut entendre les personnes qui l'appellent même si elles sont dans un monde différent et ne peut au début de "La huitième porte" pas résister au fait de rejoindre ces personnes mais apprend par la suite à contrôler ce pouvoir ;
  - elle est une dessinatrice exceptionnelle, ce qui est sûrement dû dans un premier temps au fait que sa mère (Ewilan Gil' Sayan) est une dessinatrice "parfaite" (cercle noir - cf. tome 1 de "La Quête d'Ewilan"), mais également sûrement au fait que son père (Salim) appartient vraisemblablement à la lignée des Métamorphes et qu'il semblerait que le pouvoir d'une des 7 Familles renforce l'Art du Dessin (cf. Merwyn-Merlin Guide, Mnésique et Métamorphe et Dessinateur suprême) [hypothèse].
  - elle est décrite comme blonde, la peau sombre et de grands yeux violets rappelant à Ewilan Gil' Sayan.

- Barthélémy, le cousin du père de Natan, est lui aussi Cogiste, lui aussi ayant hérité des yeux verts de la lignée Cogiste de Natan.

- Gino qui, grâce à Shaé, Natan et Barthélémy, prend conscience de ses pouvoirs : il est Guide.

### L’Autre
- L'Autre est une entité surgie de la Fausse Arcadie, qui incarne le Mal absolu. Après une dure bataille, les membres des sept Familles réussirent à le scinder en trois essences :
  - Jaalab, la Force, qui possède une force herculéenne et un pouvoir de régénération cellulaire accrue potentiellement supérieur à celui des Guérisseurs. Il utilise l'identité de Jôao Bousca ;
  - Onjü, le Cœur et le Maître des Tempêtes, qui peut envoyer des calamités naturelles telles que des ouragans ou des épidémies. Il peut également créer, par de simples paroles, la « tempête » dans le cœur des hommes, jusqu'à ce qu'ils deviennent ses esclaves. Il utilise l'identité d'Emiliano ;
  - Eqkter, l'Âme, qui provoque des guerres, assouvit les hommes en les rendant lâches. Il est le plus dangereux des trois essences. Il utilise l'identité d'Ernesto Sappati.

- Anton, le grand-père paternel de Natan.

- Les Lycanthropes, les Groens, les Kharxs, les Ims (présents également dans Les Âmes croisées), les Helbrumes et les Ohmolks sont des créatures au service de l'Autre.

## Univers

### Familles
Les sept familles possèdent chacune des propriétés et capacités uniques :
- les Cogistes, les plus présents aujourd'hui, possèdent des facultés intellectuelles et physiques supérieures au commun, voire surhumaines. Pour asseoir leur domination, ils ont écrasé toutes les autres Familles ;
- les Mnésiques ont une mémoire encyclopédique et héréditaire. Cette mémoire est comme une immense base de données regroupant toutes les connaissances acquises par tous les membres de la Famille des Mnésiques à travers le temps et l'espace. Cette mémoire se manifeste sous la forme d'une voix dans leur esprit leur fournissant des informations sur ce qui les entoure (en général cela se produit la première fois qu'ils rencontrent l'objet de ces informations) ;
- les Guérisseurs ont deux pouvoirs distincts (mais qui n'était qu'un seul et même pouvoir au début) : la capacité d'auto-guérison (une blessure qui se guérit seule) OU la faculté de soigner les autres ;
- les Scholiastes ont la possibilité de recréer par mimétisme toute compétence qu'ils ont vu utiliser auparavant (conduire une moto, pratiquer l'escrime, etc.). Ils n'ont pas le pouvoir de copier les capacités des autres familles ;
- les Bâtisseurs ont un pouvoir sur la Forme et l'Architecture. Ils peuvent créer des portes ouvrant sur des mondes parallèles (comme l'Ailleurs - qui est le monde dans lequel se trouve l'empire de Gwendalavir- ou encore la Fausse Arcadie). Ils ont créé la Maison dans l'Ailleurs et sont les seuls à pouvoir en verrouiller et déverrouiller les entrées ;
- les Métamorphes peuvent prendre la forme d'un animal, pourvu qu'il ait à peu près le volume et la taille de celui qui se transforme. Au début un Métamorphe peut se transformer en l'animal de son choix (ex. : Shaé se transforme en hyène, en panthère noire, en aigle, en dauphin ou en sanglier). Puis au fur et à mesure qu'il grandit/vieillit, le Métamorphe n'arrive peu à peu qu'à prendre qu'une seule apparence, mais il la contrôle mieux (Shaé n'arrive peu à peu qu'à se transformer en panthère et en aigle) ;
- les Guides distinguent les chemins du futur, plus ou moins nettement, et tentent d'amener les acteurs de ce destin dans la meilleure direction possible. Il leur serait possible de transmettre ce pouvoir à une tierce personne, mais cela conduirait à leur mort. L'universalité de cette capacité au sein de leur Famille n'est pas connue.

### Les monstres de la Fausse Arcadie
De nouveaux monstres apparaissent dans ce monde différents de ceux de Gwendalavir, même si on peut peut-être en reconnaître certains. Quand les monstres de Eqkter attaquent les héros à Ouiszat, Elio décrit des monstres ressemblant à des insectes, il parle notamment de lézard géant.
Voici ce que la mémoire de Mnésique, alias Youssoura par Elio, dit de certains d'entre eux :
Ims
« A peine plus gros que des ouistitis, les Ims possèdent un pelage ras d’un noir bleuté, une longue (ou courte) queue glabre et de nombreuses dents pointues. Malgré leur faculté de téléportation et leur férocité, les Ims sont proies bien plus que prédateurs en Fausse Arcadie. Pour éviter d’être exterminés, ils se sont liés à la plus puissante des créatures arcadiennes. Serviteurs zélés des Kharx, les Ims ne s’éloignent jamais de leurs maîtres et ne craignent donc pas grand-chose. »
Grœns
« Les Grœns sont des créatures canines hautes de plus d’un mètre, pesant plus de soixante kilos. Ils ont une fourrure rougeâtre, une crête osseuse dentelée qui protège leur échine et une mâchoire garnie de longs crocs de presque cinq centimètres. Ils vivent dans les steppes froides de Mésopée. Tueurs redoutables quand ils chassent seuls, ils deviennent, en meute, un des fléaux les plus meurtriers de la Fausse Arcadie. »
Lycanthropes
« Les lycanthropes, souvent appelés à tort loups-garous, ne sont pas des humains victime d'une quelconque malédiction mais les membres d'une race très ancienne ayant le don de changer de forme. Ils peuvent ainsi être hommes, loups ou hommes-loups. Ils hantent les cités désertes de Mésopée, où ils se nourrissent de la chair des voyageurs égarés. On n'abat un Lycanthropes qu'à l'aide d'une lame ou d'une balle d'argent. Les armes conventionnelles sont sans effet sur eux. »
Helbrumes
« Les Helbrumes vivent dans les confins de Mésopée. Dépourvus de forme et d’âme, ils prennent corps par la force du Pouvoir. Voués au Mal et à l’obéissance servile, ils sont les serviteurs des causes noires. Dans la hiérarchie de l’ombre, ils sont la lie, les laquais. Les Helbrumes possèdent un cerveau fruste et sont incapables d’effectuer des projets à long terme. Ils apprennent en revanche très rapidement et cette caractéristique ajoutée à leur don de mimétisme en font de redoutables adversaires. Les Helbrumes possèdent une force sans commune mesure avec leur apparence physique. »
Ohmolks
« Plus puissants que les Helbrumes, les Ohmolks partagent avec ces derniers une redoutable faculté de mimétisme. En Fausse Arcadie, ils sont connus pour être la voix de l’Autre et ne le cèdent en puissance qu’aux Kharx. »
Kharx
« Les Kharx mesurent trois mètres de haut et presque autant de large. Ils possèdent de longues griffes, une énorme gueule garnie de crocs démesurés et des pointes acérées garnissent leurs épaules, leurs coudes et leurs genoux. Leur corps est couvert de plaques osseuses formant une véritable armure. Tueurs sanguinaires et doués d’intelligence, les Kharx ne se connaissent aucun prédateur et n’obéissent que contraint et forcés. Les Kharx sont puissants et détiennent d’étonnantes capacités de régénération qui en font des adversaires mortels. Cependant, leurs capacités de régénération n’incluent pas les dégâts causés par le feu. »
Dans le pacte des Marchombre le seigneur Kharx combat dans les rangs des mercenaires du Chaos.

## Liens avec les autres œuvres
Officiellement, il n'est pas précisé si L'Autre se situe dans le même univers que le cycle majeur de Bottero, initié par La Quête d'Ewilan. Toutefois, les fans ont établi des ponts entre les personnages.
Eryn a des yeux violets, une peau hâlée, et possède les mêmes pouvoirs que les Dessinateurs dans le cycle d'Ewilan (don du Dessin). Les fans en déduisent qu'elle est la fille de Salim et d'Ewilan, ce qu'appuie la fin de la trilogie. De plus, Eryn arrive à chaque fois en apparaissant soudainement, on peut supposer que c'est grâce à un pas sur le côté : cela appuie cette théorie. 
Le monde appelé dans cette trilogie "l'Ailleurs" est soupçonné d'être Gwendalavir ou le monde auquel il appartient puisque la Pratum Vorax se trouve sur un autre continent. Le troisième volet de la saga Le Pacte des Marchombres nous dévoile l'étendue d'herbe dévoreuse que les Fils du Vent découvrent en traversant la Faille de l'Oubli. Tout du moins nous le supposons, car Shaé voit au loin, dans le deuxième épisode, des voiles blanches, ce qui laisse entendre qu'il s'agit des voiliers à roues des Fils du Vent.
En outre, à la fin du troisième tome, quand Eryn amène Elio, Natan et Shaé chez elle, elle les fait passer à travers un endroit bien connu qui se révèle être l'Arche, ce fameux pont qui traverse le Pollimage se trouvant à l'Ouest d'Al-Jeit. Or, tout le monde sait que cet endroit n'est nulle part ailleurs qu'en Gwendalavir. 
S'il n'est pas précisé que l'Autre est dans le même univers, il y a quelques détails supplémentaires qui le prouvent.
- Eryn parle des galettes de niam, or on en parle dans La Quête d'Ewilan.
- Dans le tome trois de la série Le Pacte des Marchombres, les Mercenaires du Chaos invoquent un monstre appelé "Seigneur Kharx". Or, le Kharx est l'être le plus puissant de toutes les créatures qui peuplent la Fausse Arcadie. Qui plus est, la description qu'en fait Bottero dans L'Autre a de nombreux points communs avec celle faite dans Ellana la Prophétie.
- Dans Ellana la prophétie, dans la salle de la Forteresse du Chaos où se trouve Destan, des statues sont présentes, et ces statues décrites par Ellana permettent de conclure qu'elles sont la représentation des Kharx et d'autres créatures décrites dans L'Autre, tels que les Grœns ou les Lycanthropes.
- Dans un petit livret à la fin, détaillant les pouvoirs des 7 familles (dans La Huitième Porte), il est dit que l'auteur de ce livret est Doume Fil' Battis. Le "Fil'" indique sa provenance de Gwendalavir. De plus, dans les deuxième et troisième tomes de La Quête d'Ewilan le prologue est un cours donné par ce même Doume Fil' Battis. Dans ce même livret est cité Artis Valpierre qui provient de Gwendalavir.
- Les Dessinateurs sont supposés être des Bâtisseurs qui ont perfectionné leur don. D'une part, les Dessinateurs font le pas sur le côté, tandis que les Bâtisseurs ont construit des portes pour traverser les mondes. On peut supposer que les premiers Bâtisseurs avaient un pouvoir bien supérieur à celui de Shaé (puisque les pouvoirs des Familles semblent s'être étiolés avec le temps): le seul de ses pouvoirs de Bâtisseuse qu'elle maîtrise étant la maîtrise de la Maison dans l'Ailleurs (car elle y est ''chez elle'') alors que ses ancêtres sont parvenus à la bâtir tout en traversant plusieurs mondes et en créant des portes ouvrant sur de nombreux lieux de leur monde d'origine (ou ce qui est supposé comme tel).

D'autre part, les Dessinateurs n'ont pas comme seul don d'effectuer le pas sur le côté : ils dessinent, c'est-à-dire qu'ils créent des objets en les faisant basculer dans la réalité. S'il s'agit de choses simples et éphémères pour la plupart d'entre eux, il peut aussi s'agir de cités éternelles comme Al-Jeit. Il est alors possible de faire le lien entre ce genre d'ouvrage et la Maison dans l'Ailleurs. La Famille ne bâtit pas seulement des édifices, mais aussi des relations (en essayant de bâtir des liens solides entre les Familles) et des objets. Les pouvoirs des Dessinateurs seraient une forme des Bâtisseurs
- Les Rêveurs sont supposés être des Guérisseurs. Leur pouvoir de guérison appuyant cette supposition. Toutefois, une réserve peut être émise. En effet, il n'y a pas de femmes rêveuses, alors que le sang des Familles coule dans les veines des deux sexes. Il pourrait cependant s'agir simplement d'une exclusion semblable à celle des prêtres et des moines catholiques: peut-être certaines Alaviriennes ont-elles un don de guérison peu développé et non-cultivé. Mais il ne s'agit là que d'une objection mineure. De plus, on naît Guérisseur alors qu'on devient Rêveur.
- Le cycle L'Autre introduit des Métamorphes, capable de se transformer en animaux. Si on rapproche les œuvres, cela fournit une explication au pouvoir de Salim de se transformer en loup. En effet, Shaé, Elio et Salim possèdent le même pouvoir de transformation, Shaé se transformant en panthère, Elio en jaguar (et Salim en loup). Il est donc fort probable que Salim soit de la Famille des Métamorphes, entre autres parce que les derniers membres de cette Famille se situent au Cameroun, le pays d'origine de Salim. Il serait donc Métamorphe sans le savoir, d'autant plus que la manière dont il a pris conscience de son pouvoir dans Les Frontières de Glace est similaire à celle de Shaé et surtout Elio (contact avec un animal dont il prendra la forme, long sommeil...).
- Dans le deuxième tome de la saga Le Pacte des Marchombres, Nillem dévoile à Ellana l'arrivée d'un naufragé au sud d'Al-Jeit, plus de mille ans auparavant. Ce dernier parlait d'un continent situé à l'est de Gwendalavir (qu'Ewilan et ses amis découvrent par eux-mêmes dans le troisième volet de la saga Les Mondes d'Ewilan) sur lequel on trouvait une prairie dévoreuse. Le naufragé dit aussi que la traversée de cette prairie menait aux mille portes (référence probable à la Maison dans l'Ailleurs)... Nous pouvons donc en conclure que le Livre du Chaos aurait un très proche rapport avec L'Autre. De plus, ils viseraient le même but : le Chaos et la Mort.

Il est dit à la fin du tome 3 de L'Autre que Merlin était Métamorphe, Mnésique et Guide. Nous savons que Merlin est en fait Merwyn le plus grand des dessinateurs, nous savons aussi qu'Eryn a un pouvoir au moins aussi grand que lui, nous pouvons conclure que le sang d'une des sept Familles renforce l'Art du Dessin comme le pouvoir de la Famille, voir que l'Art du Dessin est issu du pouvoir d'une ou plusieurs Familles.
Il y a de grandes chances qu'Ellundril Chariakin soit Guide et Cogiste : elle parle de chemin comme Rafi, Gino et Elio et possède des capacités physiques hors du commun. Elle a plus de trois siècles comme Merwyn qui a mille cinq cents ans et Rafi avait lui plus de cent ans. 
Dans le livre indépendant Les Âmes croisées, de nombreuses références aux sept Familles, et plus explicitement aux Bâtisseurs, sont présentes. Nous pouvons citer : une porte vers la Fausse Arcadie, une représentation des sept Familles et du Cube, des créatures indubitablement issue de la Fausse Arcadie, etc. Un lien est également fait avec les trilogies : La Quête d'Ewilan, Les Mondes d'Ewilan et Le Pacte des Marchombres (à la fin). Nous pouvons déduire ce lien lorsque dans le début du roman, nous voyons apparaître Ol Hil' Junil, un ami dessinateur d'Ewilan qui se serait retrouvé à AnkNor. D'autant plus qu'Ol fait référence à l'Imagination et à la Dame. De plus, à la fin du livre, Nawel voit en rêve des personnes qui ressemblent beaucoup à Eryn, Elio et Destan, le fils d'Ellana. Rien d'étonnant à cela puisque ce roman est conçu pour être un trait d'union entre les différents univers des trilogies précédentes et une suite. Suite qui n'a pu être écrite du fait de la mort soudaine et inattendue de l'auteur peu de temps avant la parution de ce livre.

Les Glauques ont, comme les Faëls, des peintures sur le visage, et ont la peau mate. Personne n'a jamais pu aller en forêt Glauque et Ellana n'a pas réussi à grimper très haut dans les montagnes faëlles. Leur attachement à leur conjoint et leur chagrin face à sa mort semble égale (L'Œil d'Otolep). On peut donc supposer que ce sont le même peuple qui surveille une porte pour passer de Gwendalavir à leur forêt.

Pendant l'enseignement de Salim (Ellana, La prophétie), une marchombre prononce un mot aux consonnes gutturales qui fait apparaître des sphères lumineuses, or, dans Les Âmes Croisées, Donna Courlis (La Mage) prononce un mot semblable qui a le même effet. On peut donc en déduire que ces personnages ont des liens avec les arcanes, les noms et les fils.

De plus dans la frontière de glace de la quête d'Ewilan, Edwin explique que Al-Poll a été détruit par des Iaknills, apparus au fond d'un gouffre lorsque les habitants ont creusé  trop profondément, cela rappelle les Âmes croisées. 
On peut supposer que Les Âmes Croisées se passent après les séries Ellana et Ewilan car à la fin des Âmes Croisées, Pierre décrit Eryn et Elio guidés par Destan (fils de Ellana et Edwin), avançant dans la jungle. 
Chronologiquement, les deux trilogies d'Ewilan ainsi, par voie de conséquence, que les deux premiers tomes d'Ellana, semblent se situer juste avant L'Autre.
En effet, le moment où Shaé, aigle, aperçoit des voiles blanches à l'horizon de la "Pratum Vorax" pourrait correspondre au moment où dans Ellana, la prophétie les Haïnouks tentent de s'y engager en compagnie d'Ellana, Ewilan, Salim et Edwin avant que leurs bateaux ne se fassent dévorer. Comme il s'agirait toutefois d'une fabuleuse coïncidence que Shaé regarde au moment précis où pour la première et unique fois des humains du continent de Valingaï arrivent à descendre la Faille de l'Oubli et essaient de pénétrer dans la prairie ; on peut imaginer, ce qui enlève à la simultanéité des deux évènements et donc à la certitude du parallélisme chronologique des deux histoires, que Shaé ait vu les voiles des Haïnouks alors qu'ils roulaient au bord de la Faille, mais pas au moment précis où ils la descendent. 
De plus, la dernière fois où Ewilan se rend dans "notre" monde, il paraît en tous points semblable à celui que nous connaissons dans la réalité. Il n'a pas l'air d'avoir changé comme dans La Huitième Porte, ni même être en proie aux catastrophes (provoquées par Onjü) auxquelles on assiste dans Le Maître des Tempêtes. On ne la voit pas s'y rendre par la suite, ce qui peut laisser supposer qu'elle y trouverait les ravages causés par l'Autre. 
Si le premier élément est exact, il est alors corroboré par le second, ce qui assurerait le parallélisme entre les deux cycles.
Enfin, dans l'ultime livre écrit par Pierre Bottero, nommé Le Chant du troll (Qui est sorti, comme Les Âmes croisées, après la mort de l'auteur), on retrouve énormément de liens avec tous les mondes de Pierre Bottero (L'Autre et La Quête d'Ewilan, Les Mondes d'Ewilan, Le Pacte des Marchombres…). Tout d'abord Léna, que l'on sait être Eejil, une mystérieuse petite fille que l'on voit apparaitre dans la trilogie Le Pacte des Marchombres, rencontre au cours du Basculement toutes sortes d'êtres étranges qui ont un lien non seulement avec l'Autre et Gwendalavir, mais laisse à supposer l'existence de bien d'autres mondes. On voit des faëls qui existent en Gwendalavir, on parle de brûleurs et de goules, de Petits, et le sprite Burph jure sur la Dame. De plus, Léna (Eejil) se fait attaquer par un groupe de chiens rouges qui ressemblent énormément à ceux qui attaquent Shaé et Natan (les Grœns) dans l'Autre.
Mais on voit aussi des nains, des elfes, des gnomes, et toutes sortes de créatures qui n'existent dans aucun des livres de Pierre Bottero, ce qui laisse à supposer que d'autres mondes existent, comme Ewilan le pense.